# Würden

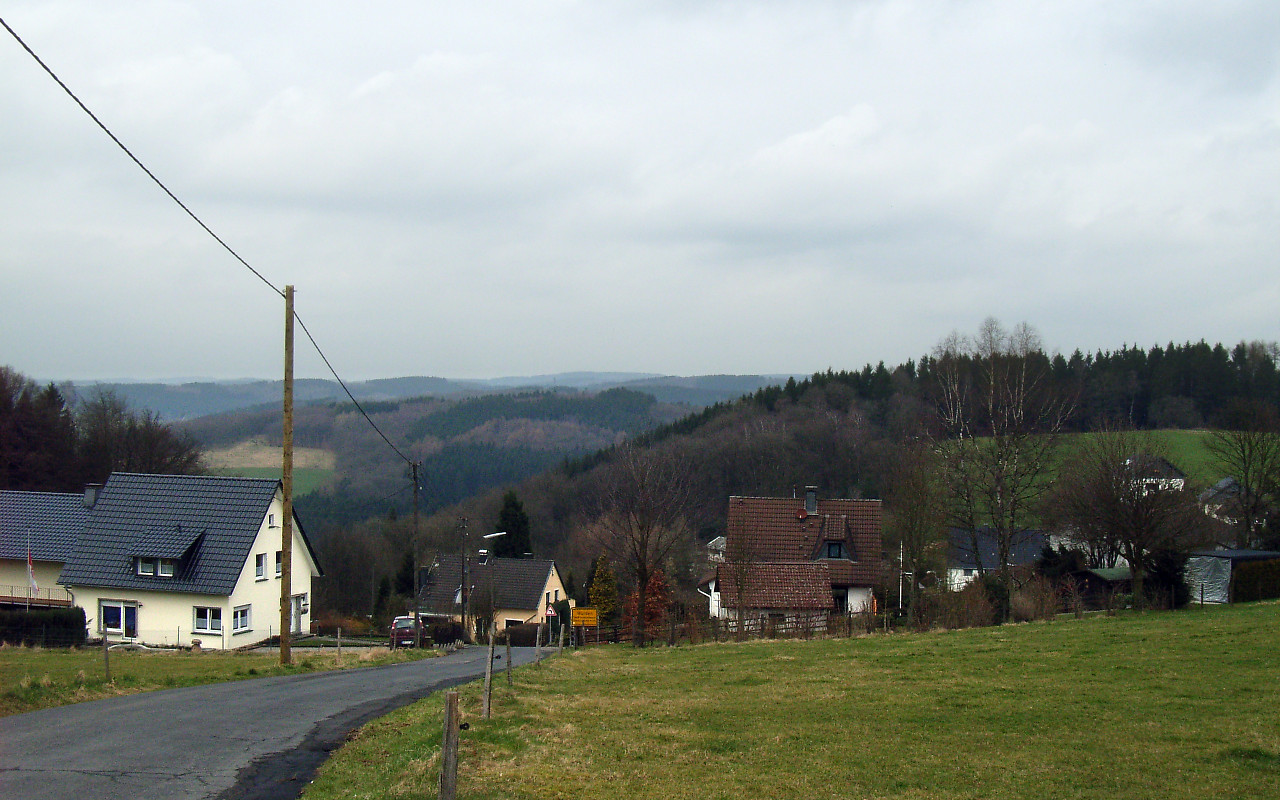
Ortsansicht von Würden

Würden ist ein Ortsteil von Gummersbach im Oberbergischen Kreis im südlichen Nordrhein-Westfalen, Deutschland.

## Geographie
Würden liegt zirka 11,5 km vom Zentrum entfernt im äußersten nordwestlichen Zipfel der Stadtgemeinde. Der Ort befindet sich auf einem Höhenrücken zwischen Gelpe- und Leppetal. Die nächstgelegenen Ortsteile sind Berghausen in ostnordöstlicher und Hagen in südsüdöstlicher Richtung.

## Geschichte
1542 erfuhr der Ort erstmals urkundliche Erwähnung, als ein Goman in der Würden in der Türkensteuerliste aufgeführt wurde.

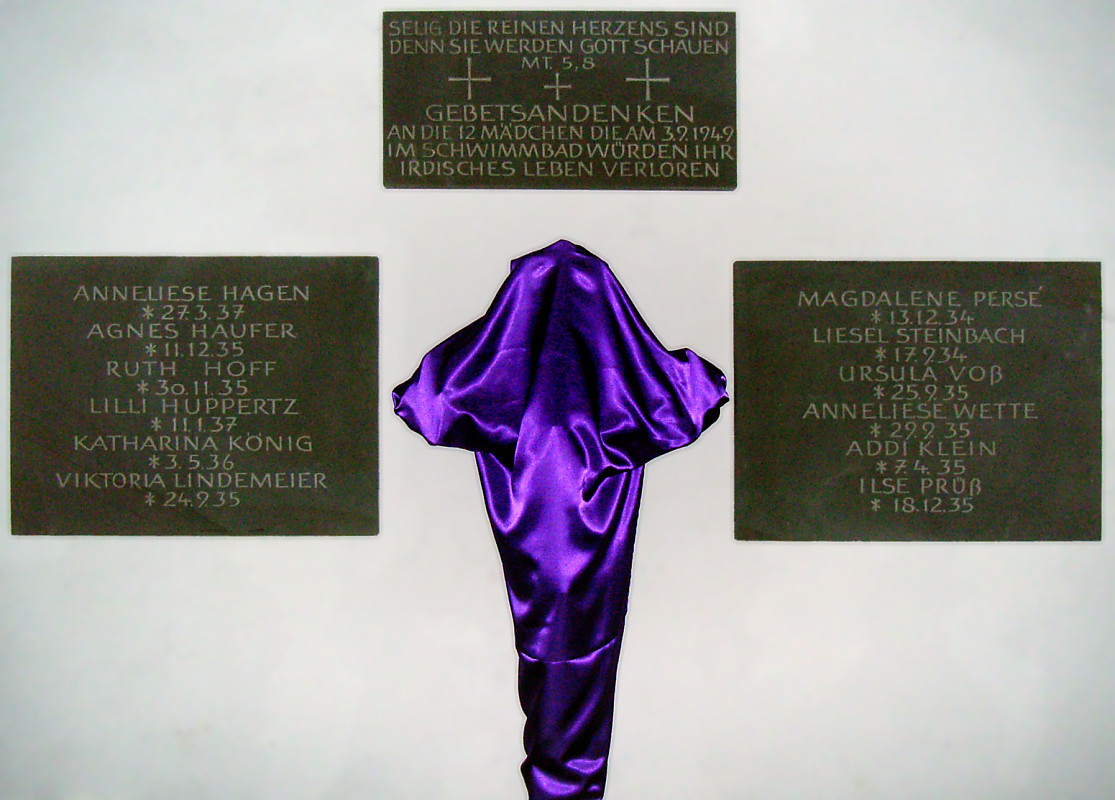
Gedenktafel an den Badeunfall

Am 3. September 1949 ereignete sich im damaligen so genannten „Bergbad“ (eigentlich ein Warmwasserbecken eines im benachbarten Leppetal ansässigen Stahlwerks) der bisher folgenschwerste Badeunfall der Region: Die Forderung einer Lehrerin, sich an den Händen zu fassen und gut festzuhalten, wurde von ihren Schülerinnen beim Wort genommen. Zwölf Kinder ertranken, nachdem sie auf der veralgten Schräge des Schwimmbeckens keinen Halt gefunden hatten und in den tiefen Bereich gerutscht waren. In der Turmhalle der Pfarrkirche St. Johann Baptist in Gimborn erinnern drei Gedenktafeln an die Katastrophe, von denen zwei die Namen der verunglückten Mädchen verewigen. Das älteste war 15, das jüngste 12 Jahre alt.

## Freizeit
Zwischen Würden, Berghausen und Hagen erstreckt sich die Golfanlage „Gimborner Land“.

## Verkehr
Über die Haltestelle Hagen/Würden der Buslinie 316 ist Würden an den öffentlichen Personenverkehr angebunden.